# 모니터와 메리맥 해전
모니터와 메리맥 해전은 남북 전쟁 당시 벌어진 세계 최초의 철갑선 해전으로 이 전투에서 북부 연방이 승리해 남부 연합의 바다를 봉쇄하고 유럽의 개입을 막는 데 성공했고 뿐만 아니라 목제 전함 시대의 종말을 알렸다.

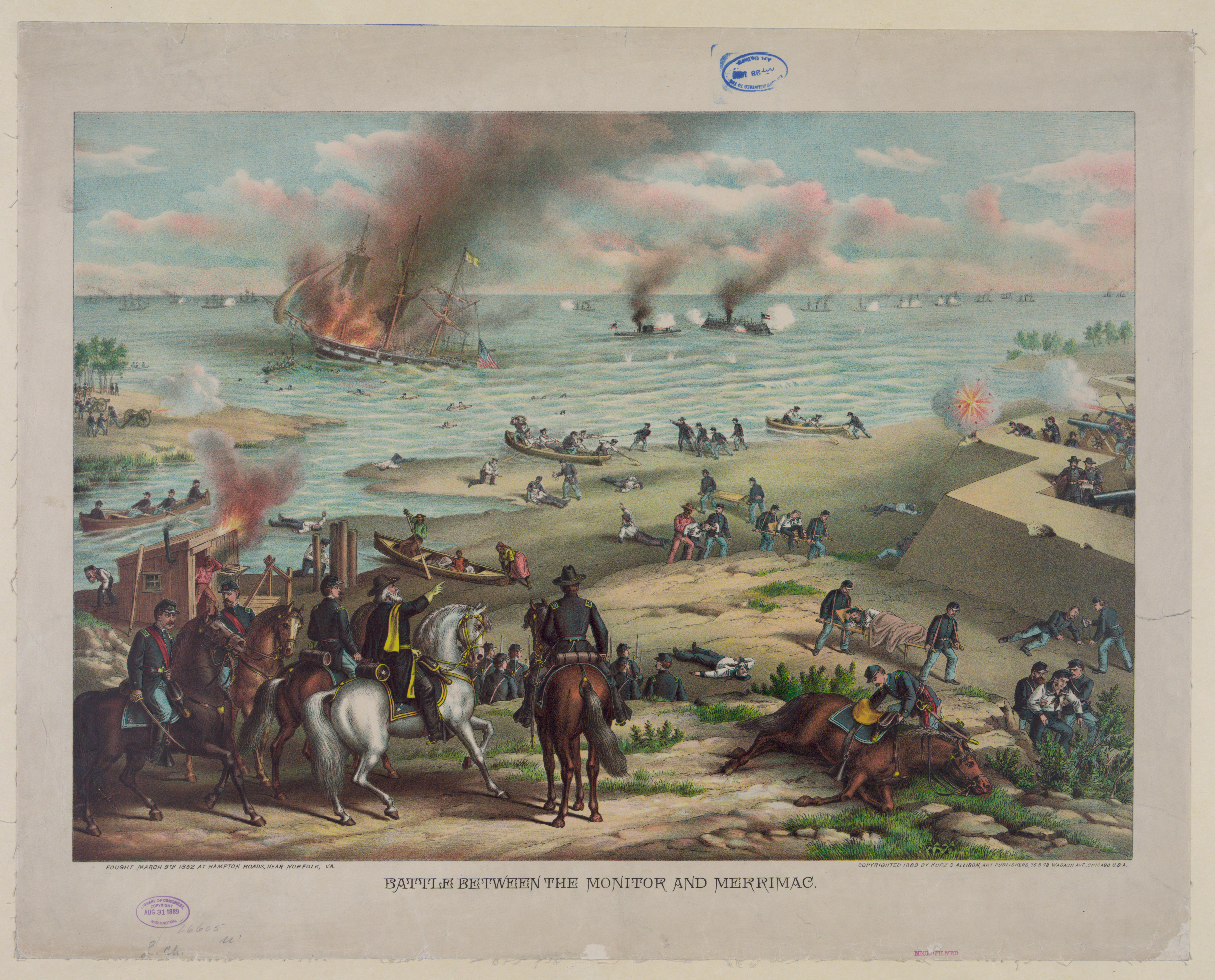
모니터와 메리맥 해전과 이를 지켜보는 북군들

## 같이 보기
- 아메리카 연합국 해군